# Terragnolo
Terragnolo (Teragnól in dialetto trentino e Laim-tal o Leimtal in cimbro e in tedesco) è un comune italiano di 707 abitanti della provincia di Trento nella Val Terragnolo, ai piedi del monte Pasubio. Si tratta di un comune sparso, con sede nella frazione Piazza, e fa parte della Comunità della Vallagarina.

## Geografia fisica
Terragnolo, collocato nell'omonima valle percorsa dal torrente Leno di Terragnolo, si incunea a nord-est di Rovereto, tra il massiccio del Col Santo-Pasubio ed i monti Finonchio e Maggio, fino al valico della Borcola, al confine con la provincia di Vicenza. Piazza, la sede comunale, dista circa 12 km da Rovereto e circa 10 km dal Passo della Borcola.

## Origini del nome
Secondo una leggenda il nome venne attribuito da Attila che, attraversando le Alpi, giunse nella valle di Terragnolo e disse "Terram hanc nolo" ("questa terra non la voglio"), passando oltre.

## Storia

### I primi insediamenti e l'età moderna

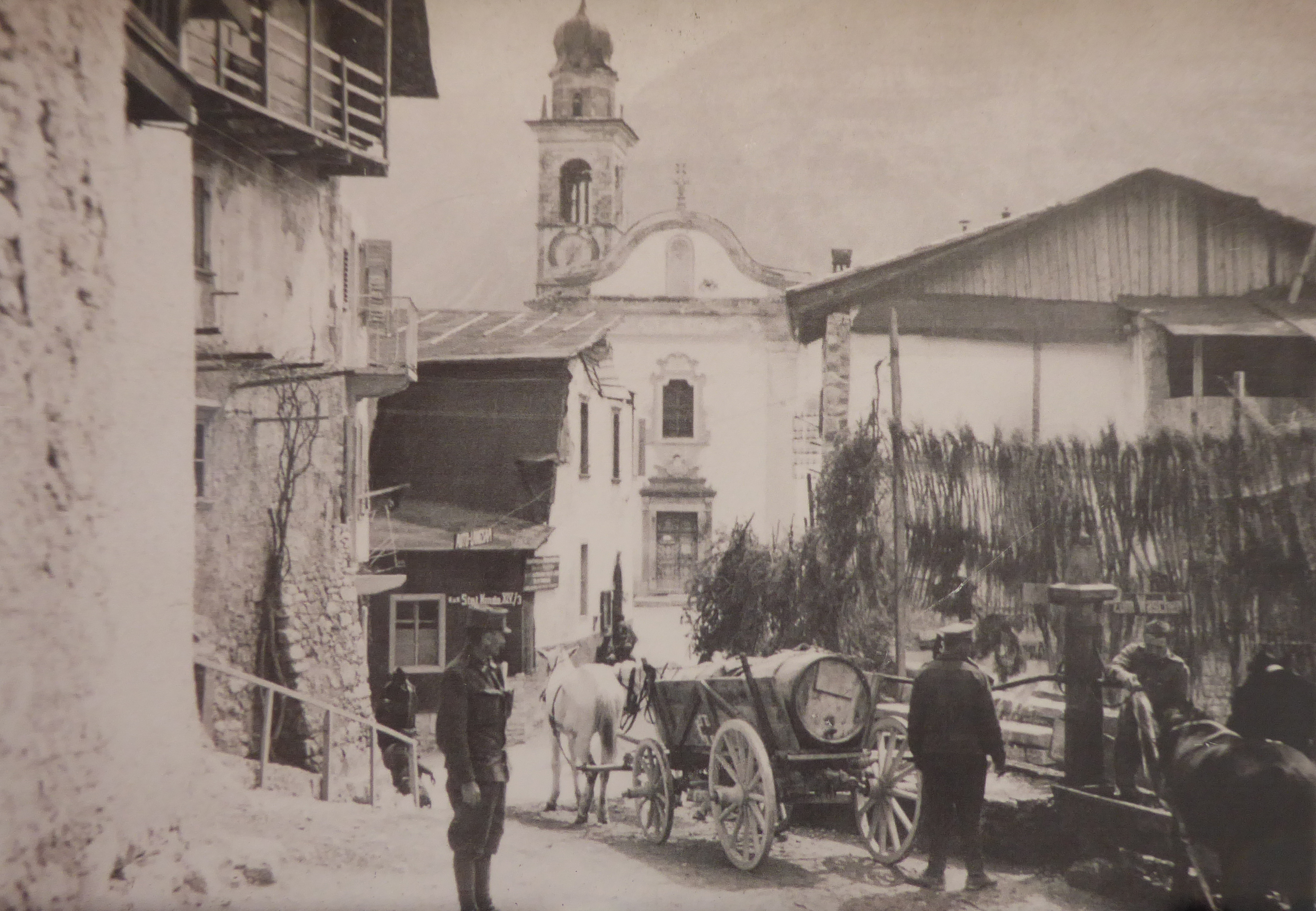
Scorcio storico di Piazza, sede municipale di Terragnolo, nel 1917

Un'ascia dell'età del bronzo, trovata nel 1920 nelle vicinanze del Passo della Borcola, è la prima testimonianza della presenza o meglio del passaggio dell'uomo sul territorio comunale. Fino al Medioevo la valle sembra stata frequentata solo da cacciatori e pastori. Anche alcune monte d'epoca romana venute alla luce non confermano l'ipotesi di un insediamento stabile.
Documentato è invece l'insediamento nel XIII secolo da parte di coloni tedeschi. Chiamati dai principi vescovi di Trento, a partire da Federico Vanga, e i loro vassalli come i Lizzana e i Castelbarco a dissodare la valle. Il nome Terregnolo appare la prima volta in un documento del 1263.
Nel XV secolo, dopo la conquista veneziana di Rovereto nel 1416, anche Terragnolo passò sotto il dominio della Serenissima. I Veneziani iniziarono un intenso commercio di legname ma nonostante ciò a metà del XV secolo la valle fu ancora scarsamente abitata e contò all'incirca 100 abitanti. Con il commercio di legname la popolazione di origine tedesca fu però maggiormente costretta ad aprirsi al mondo esterno. Questa apertura è evidenziato dal fatto che la vecchia lingua parlata dai coloni tedeschi subì sempre di più l'influenza del volgare, registrando la completa assimilazione.
Dopo la sconfitta dei veneziani nella battaglia di Agnadello nel 1509 e il loro successivo ritiro dal Trentino meridionale, Terragnolo ritornò sotto il dominio dell'Arciduca d'Austria Massimiliano I. Gli asburgici lasciarono intaccati i privilegi concessi dai Veneziani. Successivamente i Terragnoli riuscirono a costituire anche una forma di autogoverno, la Regola di Terragnolo. La Regola gestì la proprietà collettiva della comunità che fu fondamentale per la sopravvivenza di una popolazione basata soprattutto su un'economia di sussistenza. La proprietà collettiva riguardò innanzitutto le foreste e le malghe ma anche alcuni diritti come quello della fluitazione sul Leno.
Con il lento ma costante aumento della popolazione su un terreno di scarsa produttività per causa soprattutto collegate alle condizioni geografiche, si fece sentire un altro fenomeno sociale che caratterizzò la storia di Terragnolo, l'emigrazione. L'emigrazione, che attaccò ulteriormente l'isolamento culturale, e si intensificò dal XVII secolo quando si iniziò ad andare a lavorare a Rovereto nell'industria della seta, dopo che l'epidemia della peste del 1630 aveva drasticamente diminuita la mano d'opera.

### L'età contemporanea

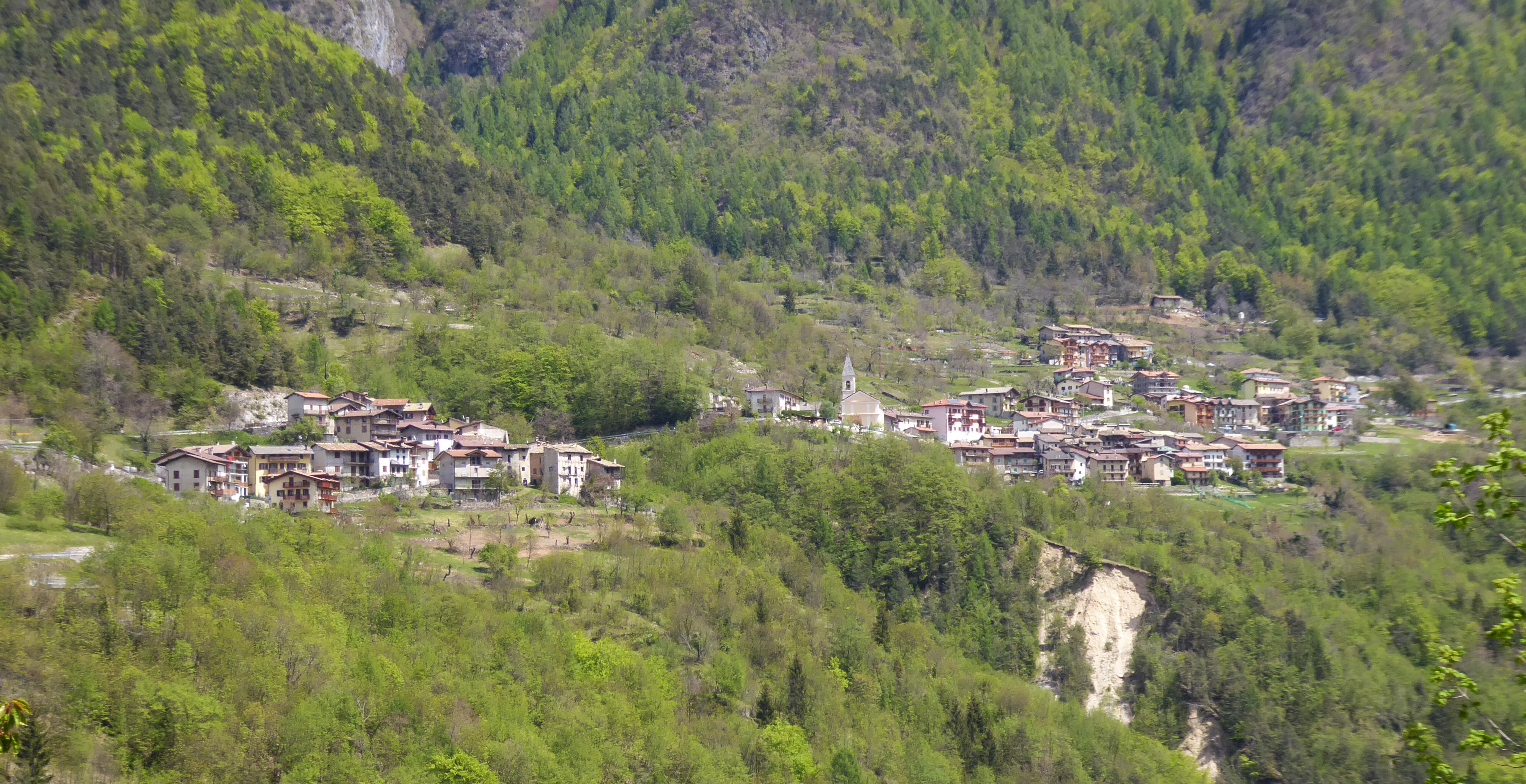
Le frazioni di Baisi e Zoreri, le più orientali del comune

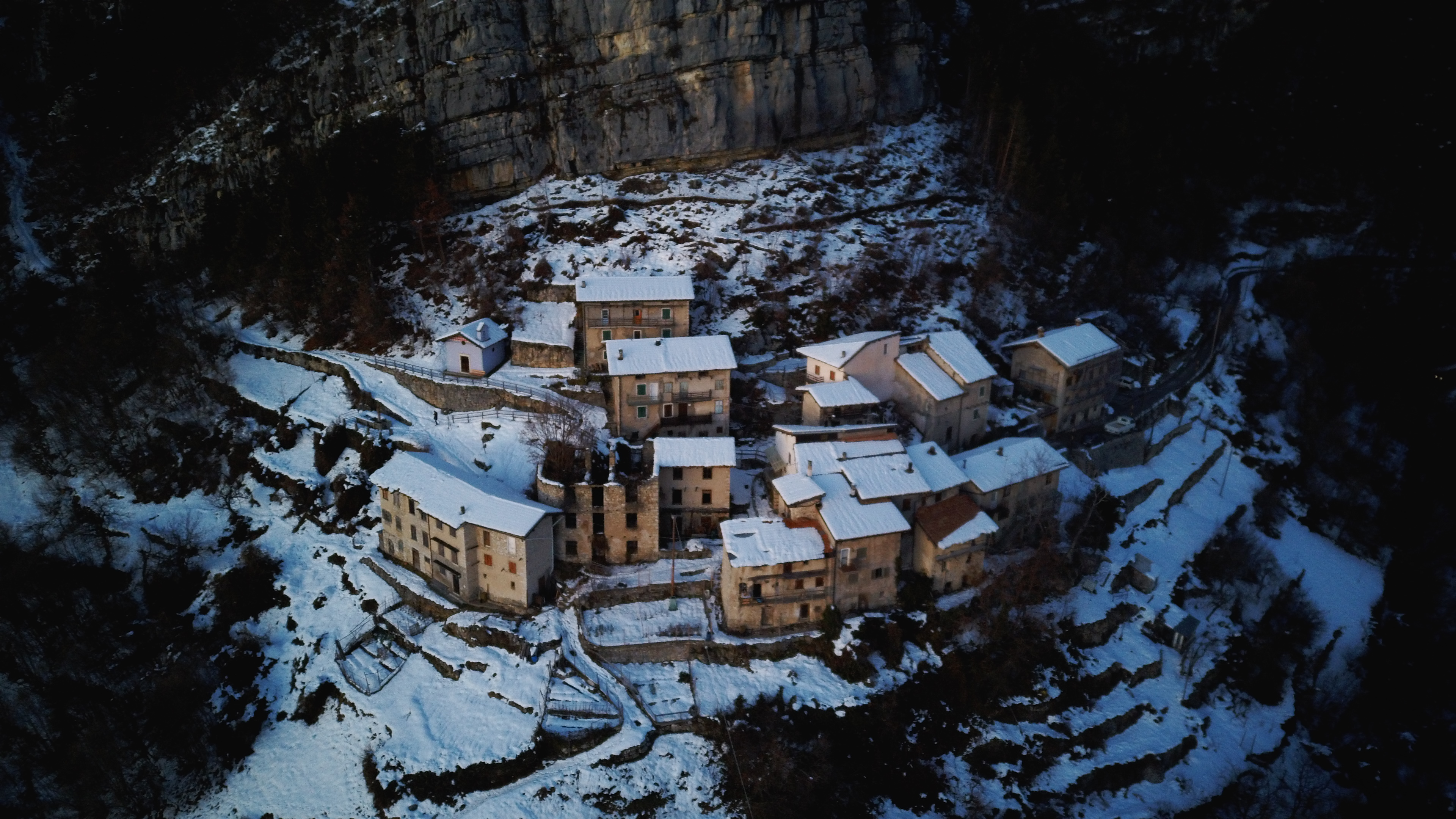
Vista invernale al tramonto della piccola frazione di Potrich

La situazione economica si aggravò ulteriormente nel corso del XIX secolo. Le cause furono soprattutto esterne come la sospensione delle Regole nell'era napoleonica, i dazi doganali introdotti dopo l'annessione della Lombardia e del Veneto al costituendosi Regno d'Italia, l'alluvione del 1882 che colpì le foreste e la comparsa dell'afta epizootica alla fine del ottocento che decimò il già scarso numero di bestiame. La popolazione non si limitò più a emigrare stagionalmente come fecero i lavoratori impiegati nella costruzione delle ferrovie nell'Impero austro-ungarico che ritornarono a fine stagione in valle, ma ebbe anche inizio la emigrazione permanente. Le difficili condizioni di vita sono evidenziati dal fatto che la pellagra, una malattia di malnutrizione causata da una alimentazione prevalentemente basata sul grano turco, si fece largamente strada a Terragnolo. Il comune di Terragnolo risultò il comune più colpito in tutto il Trentino e per questo diventò uno dei principali campi di lotta contra la pellagra, portata avanti dal medico roveretano Guido de Probizer, nominato in seguito anche cittadino onorario del comune.
Allo scoppio della prima guerra mondiale nell'agosto 1914 gli uomini tra i 21 e i 42 anni furono chiamati alle armi, con la divisa dell'esercito austro-ungarico e inviati sul fronte orientale dove morì una buona parte di loro nei primi mesi della guerra. La popolazione rimasta a casa, soprattutto donne, vecchi e bambini fu in parte militarizzata e impiegata nella costruzione di opere militari lungo il confine con il Regno d'Italia fino alla primavera del 1915. Il 23 maggio 1915 con la dichiarazione di guerra italiana all'Austria-Ungheria anche queste persone dovettero lasciare la valle. Iniziò la diaspora e i Terragnoli furono evacuati prima in Boemia e Moravia e poi raggruppati nel campo di Mitterndorf in Bassa Austria. La vita a Mitterndorf fu una vita di privazioni e sofferenze. A fine guerra si contarono oltre 450 morti tra gli internati tra cui oltre 160 bambini sotto i cinque anni.
Quando la popolazione rientrò tra il 1918 e il 1919 nelle loro case, trovò una valle devastata. Le abitazioni distrutte o danneggiate, i poveri averi depredati dai militari, i campi, i prati e le foreste segnati dalle azioni belliche o dalle trincee o da altre opere militari. In questi primi anni del dopoguerra il lavoro di recuperante diventò per tanti unica fonte di guadagno. Ma anche l'emigrazione si fece di nuovo sentire ed iniziò un calo demografico dovuto al fattore emigratorio che segnò la storia del comune per tutto il XX secolo. Negli anni venti furono la Francia e il Belgio le mete preferite per gli emigranti. La situazione cambiò negli anni trenta dopo la introduzione di disposizioni più restrittive dell'emigrazione da parte del regime fascista. Fino alla seconda guerra mondiale si emigrò soprattutto all'interno del paese nelle città dell'Italia settentrionale e in modo minore nelle colonie italiane.
Il flusso emigratorio interrotto durante la Seconda guerra mondiale riprese negli anni cinquanta in direzione Svizzera e Germania Federale per dirigersi dagli anni sessanta all'interno della Provincia Autonoma di Trento, soprattutto nei centri urbani della provincia.

### Simboli
Lo stemma e il gonfalone sono stati adottati dal Consiglio Comunale con deliberazione n. 10 dd. 30.01.1987 e approvati dalla Giunta Provinciale di Trento il 24 aprile 1987 sub. n. 3706.
Stemma
La parte superiore ha il campo di colore rosso, per ricordare le sofferenze patite durante la prima guerra mondiale; l'ascia è un riferimento alle antiche origini romane e ai primi abitanti boscaioli che vissero nella zona; la vanga ricorda le successive popolazioni cimbre che con il loro tenace lavoro dissodarono questa terra. Nella parte inferiore il campo d’argento rappresenta il territorio coperto dalla neve invernale, che si eleva dal fondo della valle in cui scorre il torrente Leno (azzurro). Il tarabuso, uccello migratore che vola solo quando ne è costretto e che torna a nidificare nei posti a lui cari, ricorda il destino di tante generazioni costrette a lasciare il territorio per cercare migliore fortuna.
Gonfalone

## Monumenti e luoghi d'interesse

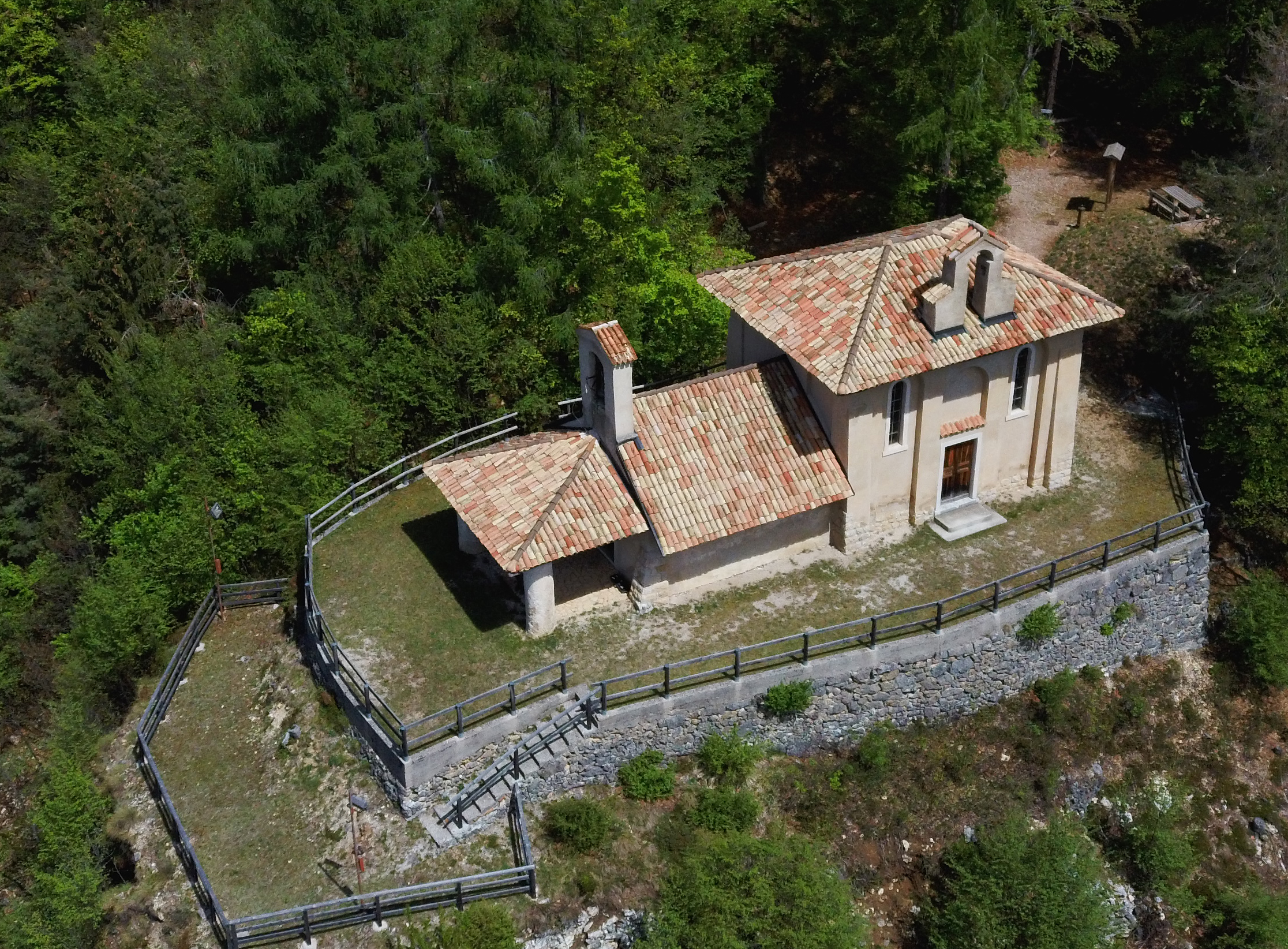
La chiesa di Santa Maria Maddalena, isolata sul dosso sopra alle frazioni di Maureri e Camperi

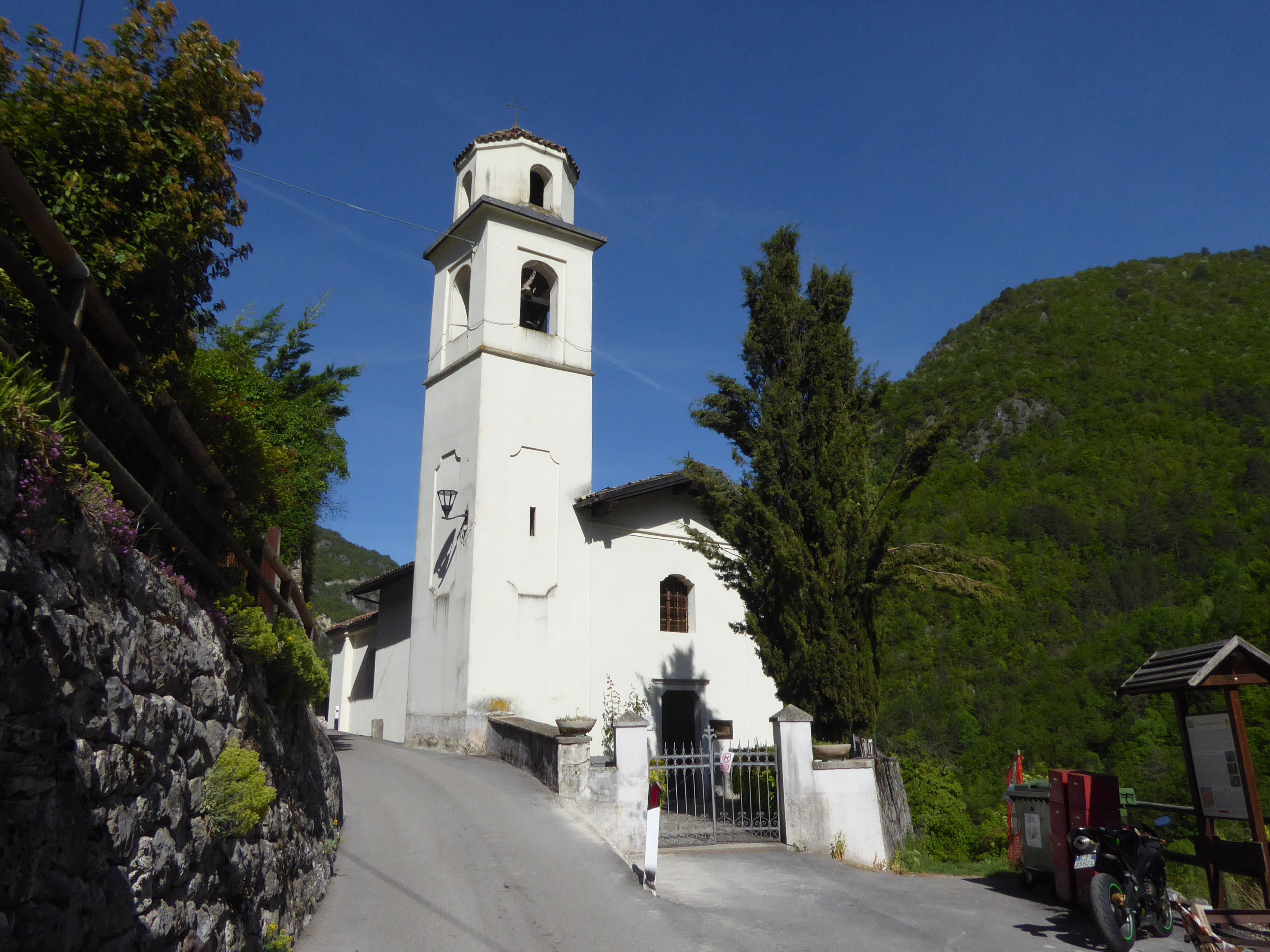
La chiesa di San Nicolò, nell'omonima frazione, una delle più isolate del comune essendo raggiungibile in macchina solo scendendo a Noriglio e quindi risalendo da San Colombano di Trambileno

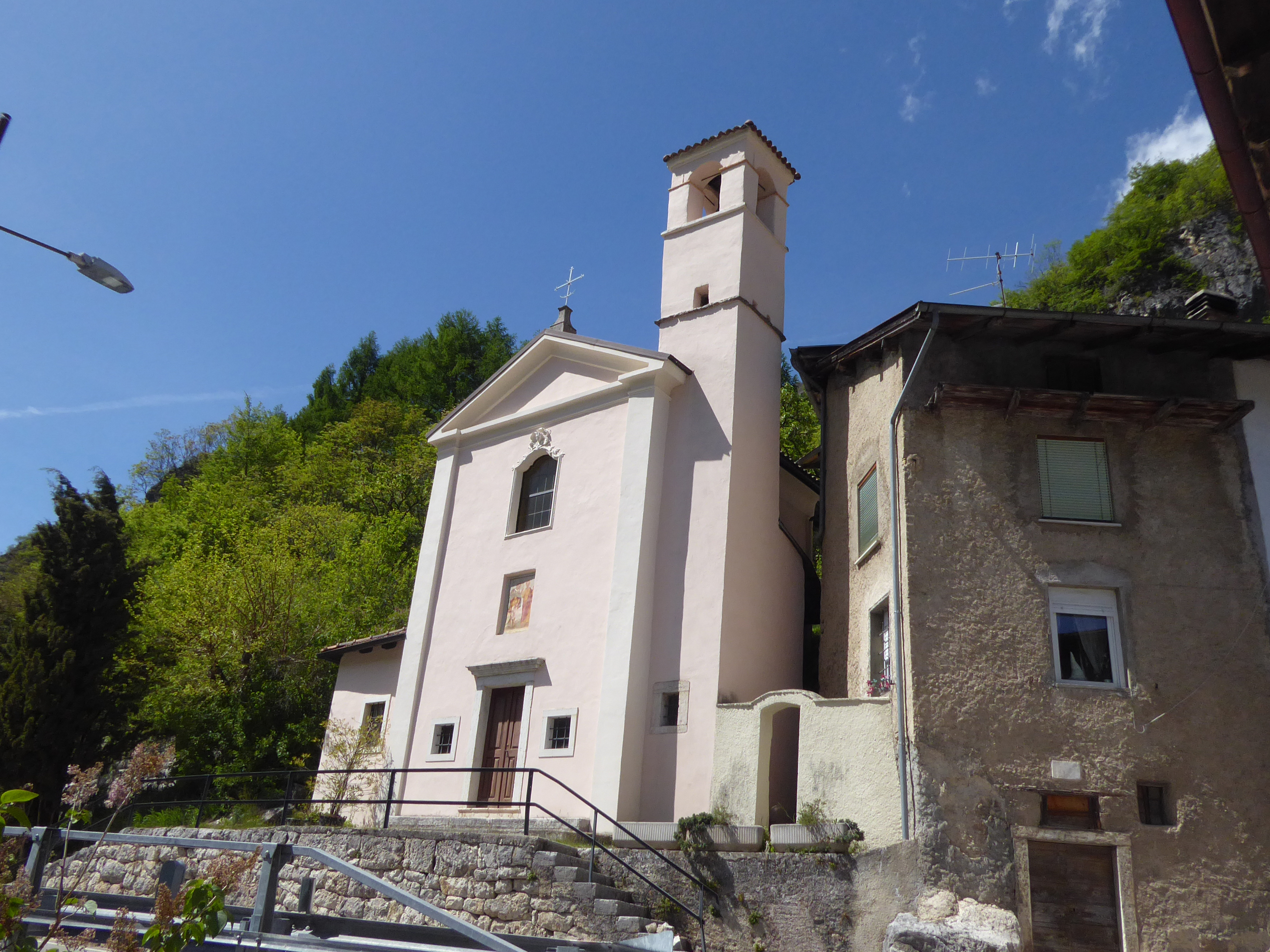
La chiesa della Madonna del Monte Carmelo, nella frazione di Valduga

### Architetture religiose
- Chiesa dei Santi Pietro e Paolo, a Piazza
- Chiesa dell'Immacolata, a Zoreri
- Chiesa della Madonna del Buonconsiglio, a Scottini. La chiesetta fu eretta nel 1889, il campanile invece nel 1931.

Fino al 1968 si poteva ammirare un quadro raffigurante la Madonna del Buonconsiglio, dopo però venne sostituito da una statua. Internamente si può leggere la frase :"Madonna del Buonconsiglio benedici e proteggi i devoti tuoi figli delle frazioni Scottini, Potrich, Pornal, Dieneri che colle generose offerte dei buoni e con grandi stenti, oggi 3 settembre 1899, esultanti in tuo onore, questo nuovo sacro piccolo tempio solennemente dedicano". 
- Chiesetta di San Rocco, a Puechem. Nella frazione di Puechem tra il 1836 e il 1855 infuriò il colera che fece molte vittime. La popolazione invocò il Santo e alla fine dell'epidemia venne eretta questa chiesetta. Venne benedetta nel 1856 e restaurata nel 1900. Al suo interno si trova un altarino e un affresco raffigurante San Rocco e san Sebastiano:'
- Chiesa della Madonna di Caravaggio, a Geroli. È la seconda chiesa più recente del comune, venne costruita infatti nel 1925. Internamente si trova un altarino con sovrastante il quadro della Madonna. È una chiesa piccola e semplice con un semplice campanile
- Chiesa dei Santi Nicolò e Colombano, San Nicolò. Da documenti in possesso delle Curia di Trento risulta che la chiesa fu costruita in un periodo compreso tra il 1300 e il 1470, venne consacrata il 30 aprile del 1636,eretta a curazia nel 1777 e restaurata nel 1780, 1823 e 1932. È piuttosto piccola e al suo interno si trova un altare ed a sinistra la statua di San Nicolò. Nel lato sud si trova anche un piccolo cimitero, ormai in disuso da anni a causa dello spopolamento della frazione.
- Chiesa della Madonna del Carmine, a Valduga. La chiesetta fu costruita nel 1769, come riporta un sasso sopra al portale. Internamente si trova un altare ed in una nicchia la statua della Madonna; sulla volta si possono osservare quattro affreschi: la Speranza, la Giustizia, la Fede e la Carità.
- Chiesa di Santa Maria Maddalena, Maureri-Camperi. Chiesa documentata nel 1377 e riedificata nel 1631. All'interno si trovano diverse pitture e affreschi del periodo giottesco.
- Chiesetta di San Giuseppe, a Geroli. Da documenti della Curia si presume edificata prima del 1750. Internamente presenta tracce di affreschi di diversi santi ed un altarino. Di proprietà dei baroni Malfatti.
- Chiesetta degli Alpini, a Passo Borcola. Questa è la chiesa più recente del comune, costruita nel 1968. Internamente si trova un altare in marmo e una statua della Madonna pellegrina. Esternamente alla chiesa è scolpita la massima di Ugo Foscolo: «A egrege cose l'anima accende l'urne dei forti».

### Architetture civili
- Segheria veneziana, a Sega

## Società

### Evoluzione demografica
Abitanti censiti

### Lingue e dialetti

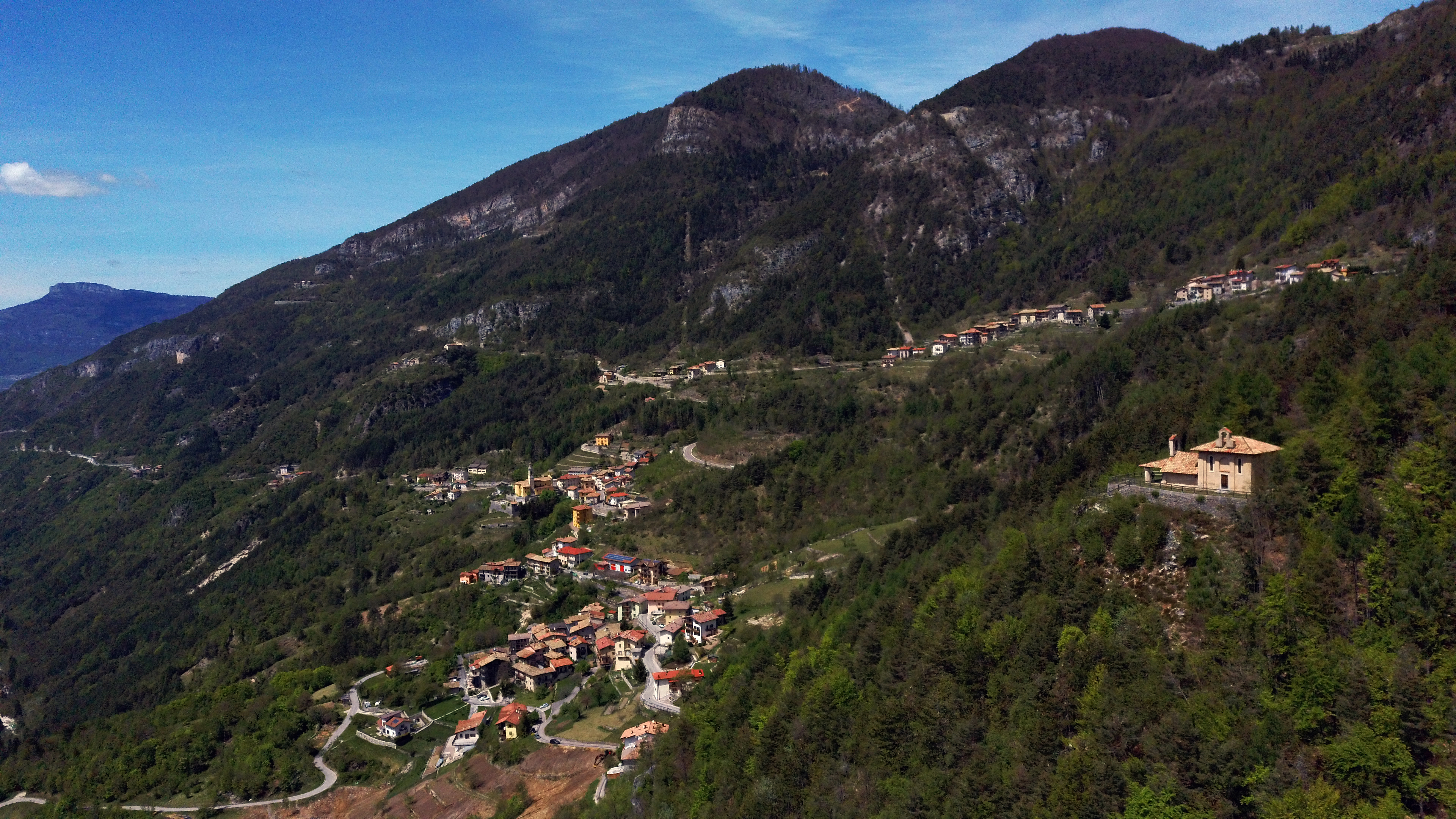
Panorama sulle frazioni centrali di Terragnolo

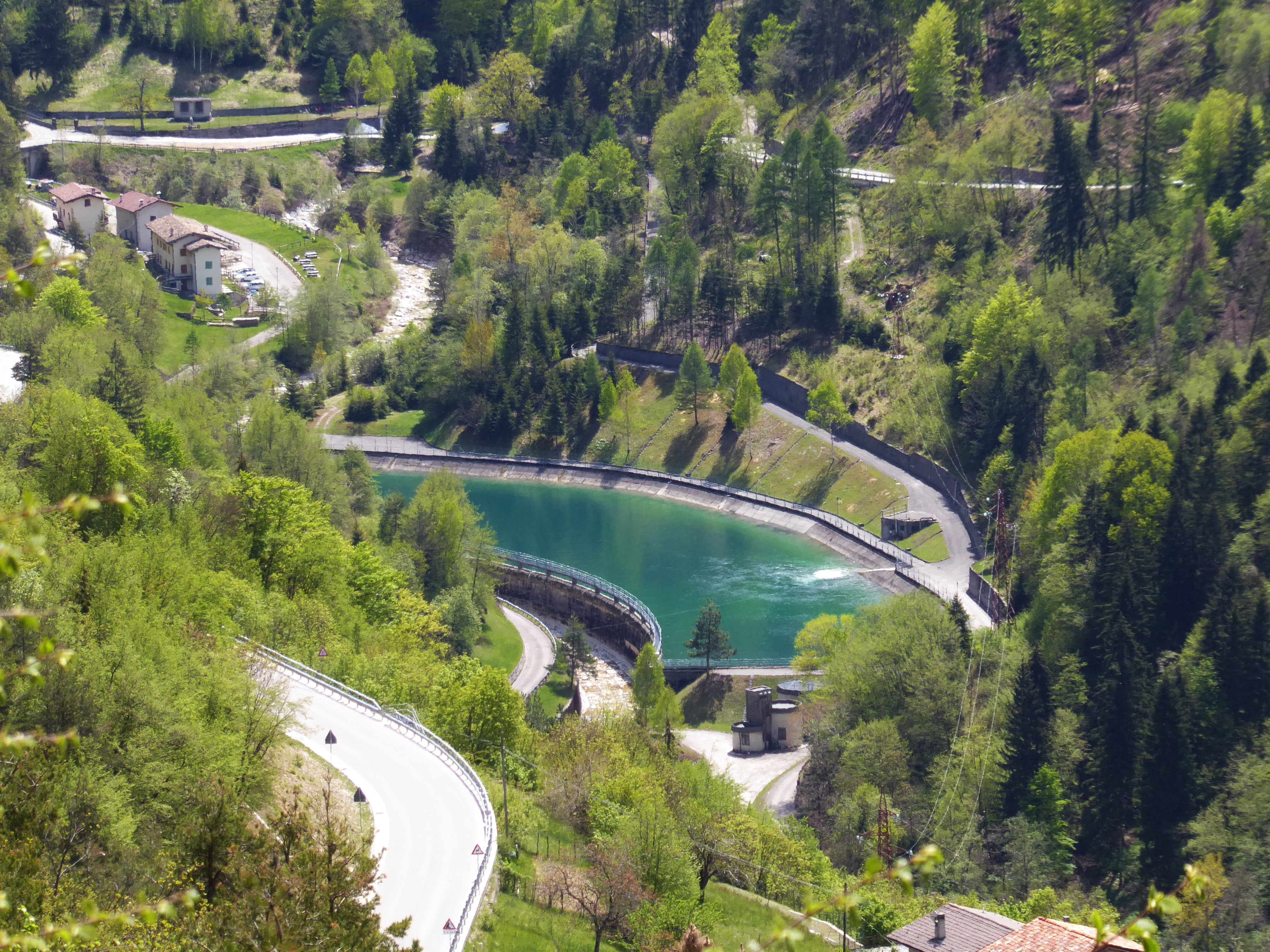
Il bacino artificiale di Stedileri, parte del complesso di sfruttamento idroelettrico del torrente Leno di Terragnolo

Parte della popolazione parla un dialetto cimbro una parlata lombardo-germanofona, detto localmente "slaper(o)" o "slambroot". 
Nonostante la quasi totale scomparsa dell'idioma, secondo il censimento del 2021 l'82,8% della popolazione si è dichiarata di lingua italiana mentre il 17,2% appartenente al gruppo di lingua cimbra.

## Cultura

### Cucina
In questa valle aspra, i cittadini in antichità hanno creato il fanzelto: un piatto molto simile all'omelette, con la differenza che è prodotto con il grano saraceno. Questo piatto si sposa molto bene anche con i formaggi di malga.

## Geografia antropica

### Frazioni
Il comune di Terragnolo è formato da 33 frazioni : San Nicolò, Fontanelle, Valduga, Valgrande, Perini, Piazza (sede comunale), Dosso, Maureri, Rovri, Pedrazzi, Peltreri, Puechem, Pergheri, Stedileri, Valle, Zencheri, Castello, Croce, Costa, Camperi, Geroli, Pinterreno, Ghesteri, Sega, Scottini, Pornal, Potrich, Dieneri, Zoreri, Soldati, Baisi, Incapo, Campi.
I nuclei abitati sono prevalentemente collocati sulla sponda destra del torrente Leno. Solo le frazioni Geroli, Pinterreno e Ghesteri si trovano sulla sinistra orografica della valle. Il nucleo abitato di San Nicolò a 398 m può essere considerato invece l'unica frazione insediatosi nel fondovalle, anche se le case si trovano orientati verso il fianco montuoso per non essere colpite dalle piene del Leno. La sua posizione si spiega dal fatto che in passato il Leno fu utilizzato per la fluitazione del legno proprio fino a San Nicolò, visto che la valle poco dopo si restringe fino a diventare una forra. A San Nicolò il legname fu poi caricato sui carri e da qui trasportato a Rovereto. Le frazioni di Scottini e Pornal, rispettivamente a 1140 e 1150 m, sono invece i due nuclei abitati più alti del comune. La maggior parte dei abitati si trova invece tra i 700 e 900 m.

#### Piazza
È la sede comunale e delle principali attività commerciali; inoltre vi è ubicato il plesso scolastico.

#### Geroli
Si trova sulla sponda sinistra del fiume Leno. Nella frazione si trova un'area faunistica e un cimitero militare della prima guerra mondiale.

## Infrastrutture e trasporti
Sulla sponda destra del Leno corre la SP 2 Rovereto-Folgaria, che conduce a Rovereto e Folgaria; inoltre dalla frazione Piazza inizia la SP 138 della Borcola che collega Terragnolo alla Provincia di Vicenza passando per il Passo della Borcola.
Terragnolo è servito dalla linea 315 (Rovereto-Terragnolo-Serrada-Folgaria) effettuata da Trentino Trasporti.

## Amministrazione

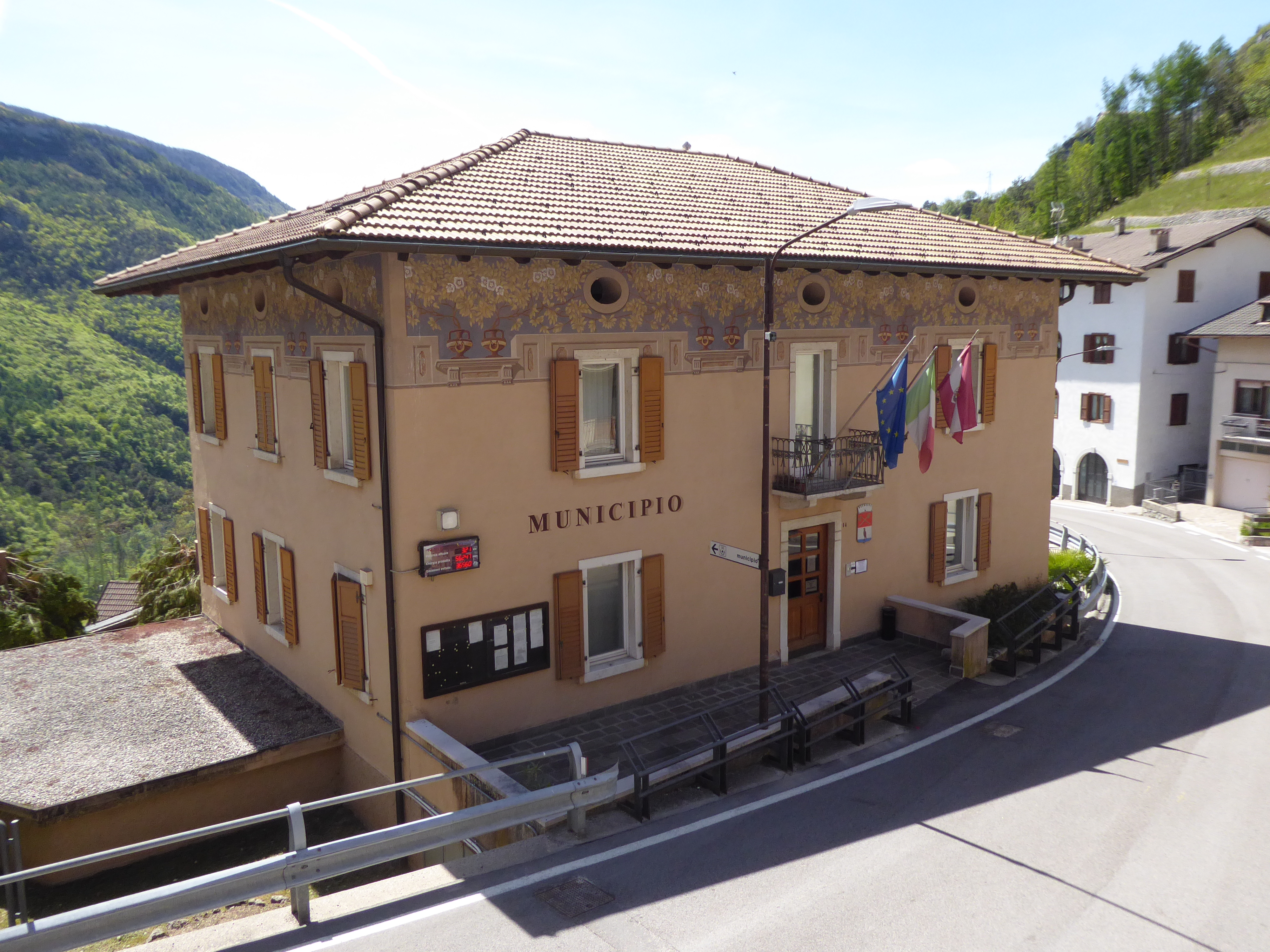
Il municipio di Terragnolo, nella frazione di Piazza

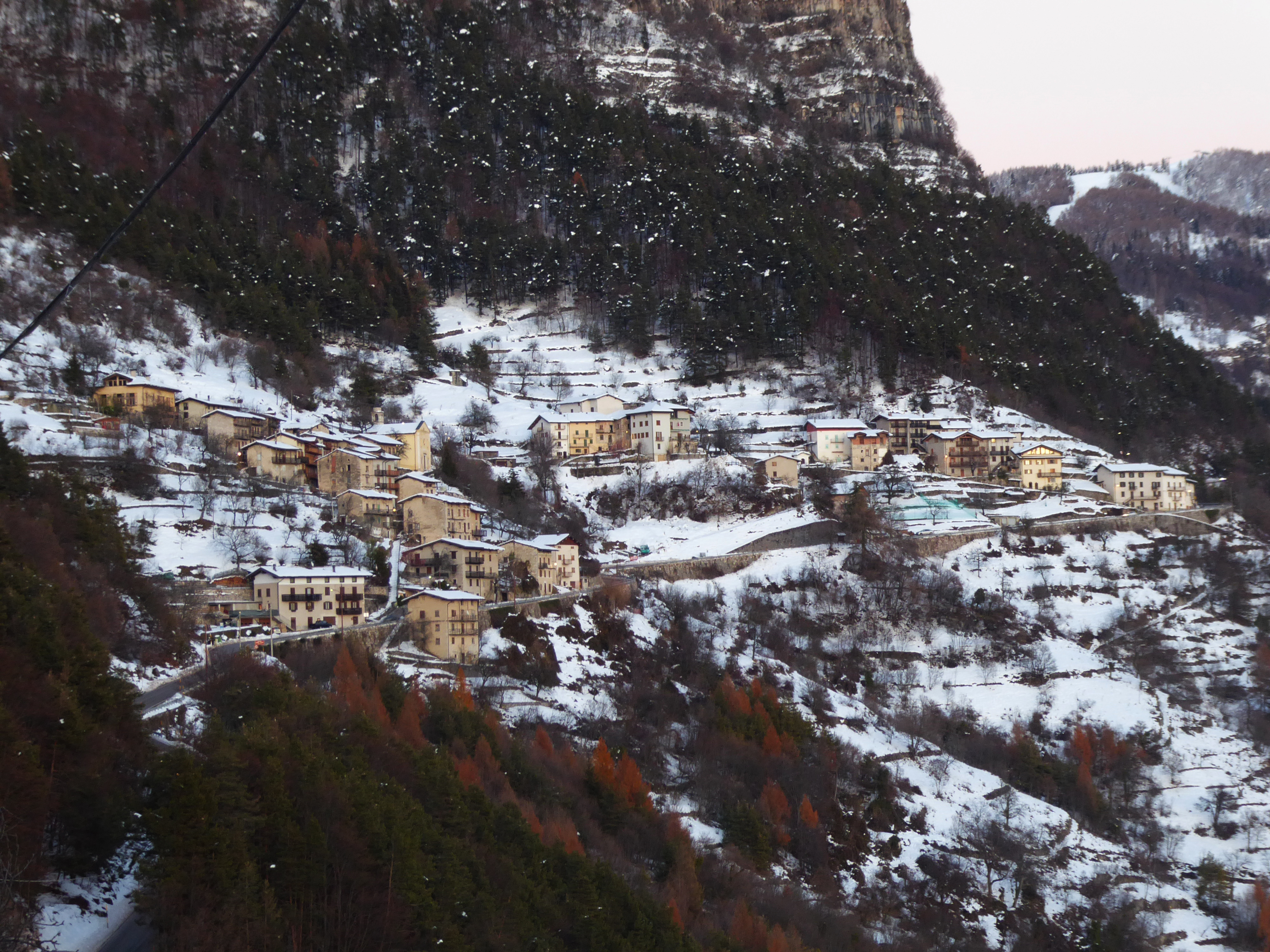
Le frazioni di Scottini, Pornal e Dieneri, situate lungo la strada che sale verso Serrada (Folgaria)

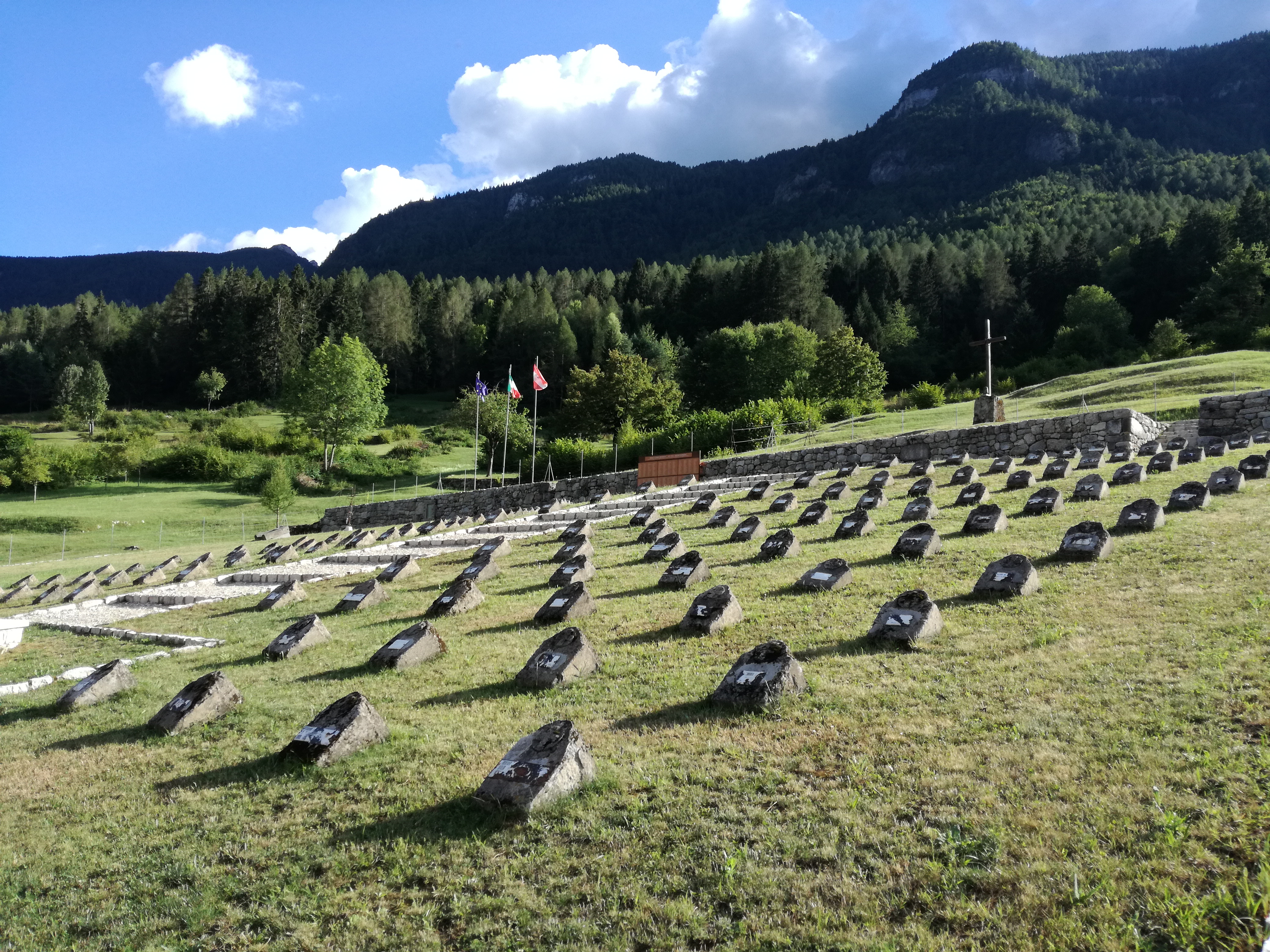
Il cimitero militare austroungarico situazione presso la frazione di Geroli

### Sindaci di Terragnolo dal 1912
| Periodo           | Periodo           | Primo cittadino     | Partito              | Carica         | Note |
| ----------------- | ----------------- | ------------------- | -------------------- | -------------- | ---- |
| 1912              | 1918              | Alberto Folgarait   |                      | Capo Comune    |      |
| 1919              | 1924              | Giuseppe Borz       |                      | Sindaco        |      |
| 1925              | 1925              | Domenico Diener     |                      | Sindaco        |      |
| 1926              | 1927              | Arturo Belli        |                      | Podestà        |      |
| 1927              | 1928              | Pio Garduni         |                      | Comm. pref.    |      |
| 1928              | 1929              | Sebastiano Probizer |                      | Podestà        |      |
| 1930              | 1930              | Aldo Trevenzoli     |                      | Comm. pref.    |      |
| 1931              | 1931              | Lodovico Dalbosco   |                      | Comm. pref.    |      |
| 1931              | 1935              | Antonio Costa       |                      | Podestà        |      |
| 1936              | 1938              | Vigilio Frizzera    |                      | Comm. pref.    |      |
| 1938              | 1940              | Vittorio Rocchetti  |                      | Podestà        |      |
| 1944              | 1945              | Alberto Mattuzzi    |                      | Comm. pref.    |      |
| 1945              | 1945              | Gino Gerola         |                      | Sindaco        |      |
| 1945              | 1946              | Elio Valle          |                      | Sindaco        |      |
| 1946              | 1948              | Vittorio Mattuzzi   |                      | Sindaco        |      |
| 1948              | 1950              | Remo Albertini      |                      | Sindaco        |      |
| 1950              | 1954              | Giuseppe Stedile    |                      | Sindaco        |      |
| 1954              | 1961              | Luigi Sbop          |                      | Sindaco        |      |
| 1962              | 1962              | Danilo Sannicolò    |                      | Sindaco        |      |
| 1963              | 1963              | Lino Borz           |                      | Sindaco        |      |
| 1963              | 1966              | Luigi Peterlini     |                      | Sindaco        |      |
| 1967              | 1985              | Guglielmo Valduga   |                      | Sindaco        |      |
| 3 luglio 1985     | 24 maggio 1990    | Guglielmo Valduga   | Democrazia Cristiana | Sindaco        |      |
| 24 maggio 1990    | 5 giugno 1995     | Danilo Gerola       | Democrazia Cristiana | Sindaco        |      |
| 5 giugno 1995     | 15 maggio 2000    | Danilo Gerola       | Lista civica         | Sindaco        |      |
| 15 maggio 2000    | 9 maggio 2005     | Danilo Gerola       | Lista civica         | Sindaco        |      |
| 9 maggio 2005     | 18 maggio 2010    | Danilo Gerola       | Lista civica         | Sindaco        |      |
| 18 maggio 2010    | 10 maggio 2015    | Maria Teresa Succi  | Lista civica         | Sindaco        |      |
| 10 maggio 2015    | 18 settembre 2020 | Lorenzo Galletti    | Lista civica         | Sindaco        |      |
| 18 settembre 2020 | 11 ottobre 2021   | Nerio Giovanazzi    |                      | Comm. straord. |      |
| 11 ottobre 2021   | in carica         | Massimo Zenatti     | Lista civica         | Sindaco        |      |

### Gemellaggi
- Bento Gonçalves (Rio Grande do Sul), dal 2007. Bento Gonçalves fu alla fine dell'800 destinazione di tanti migranti dei comuni oggi appartenenti alla Comunità della Vallagarina, tra cui il comune di Terragnolo.[24]